# MTV Video Music Awards de 2017
A cerimônia MTV Video Music Awards de 2017 foi realizada em 27 de agosto de 2017 no The Forum, em Inglewood, Califórnia. A sua apresentação ficou a cargo de Katy Perry, que se tornou a primeira pessoa a apresentar da premiação desde Miley Cyrus, em 2015. Perry já havia apresentado as edições de 2008 e 2009 da premiação MTV Europe Music Awards.

## Indicações
A lista dos indicados foi revelada em 25 de julho de 2017 pelas redes sociais da MTV. Assim como ocorrido nos MTV Movie & TV Awards do mesmo ano, a emissora decidiu remover categorias específicas de gênero masculino e feminino (Melhor Vídeo Masculino e Feminino), combinando-as em uma nova categoria, a de Artista do Ano. As indicações da categoria Canção do Verão foram reveladas em 22 de agosto de 2017. Os vencedores estão em negrito.

### Vídeo do Ano
Kendrick Lamar — "Humble."
- Bruno Mars — "24K Magic"
- Alessia Cara — "Scars to Your Beautiful"
- DJ Khaled (com Rihanna e Bryson Tiller) — "Wild Thoughts"
- The Weeknd — "Reminder"

### Artista do Ano
Ed Sheeran
- Bruno Mars
- Kendrick Lamar
- Ariana Grande
- The Weeknd
- Lorde

### Artista Revelação
Khalid
- Kodak Black
- SZA
- Young M.A
- Julia Michaels
- Noah Cyrus

### Melhor Colaboração
Zayn e Taylor Swift — "I Don't Wanna Live Forever"
- Charlie Puth (com Selena Gomez) — "We Don't Talk Anymore"
- DJ Khaled (com Rihanna e Bryson Tiller) — "Wild Thoguths"
- D.R.A.M. (com Lil Yachty) — "Broccoli"
- The Chainsmokers (com Halsey) — "Closer"
- Calvin Harris (com Pharrell Williams, Katy Perry e Big Sean) — "Feels"

### Melhor Vídeo Pop
Fifth Harmony (com Gucci Mane) — "Down"
- Shawn Mendes — "Treat You Better"
- Ed Sheeran — "Shape of You"
- Harry Styles — "Sign of the Times"
- Katy Perry (com Skip Marley) — "Chained to the Rhythm"
- Miley Cyrus — "Malibu"

### Melhor Vídeo Hip-Hop
Kendrick Lamar — "Humble."
- Big Sean — "Bounce Back"
- Chance the Rapper — "Same Drugs"
- D.R.A.M. (com Lil Yachty) — "Broccoli"
- Migos (com Lil Uzi Vert) — "Bad and Boujee"
- DJ Khaled (com Justin Bieber, Quavo, Chance the Rapper e Lil Wayne) — "I'm the One"

### Melhor Vídeo Dance
Zedd e Alessia Cara — "Stay"
- Kygo e Selena Gomez — "It Ain't Me"
- Calvin Harris — "My Way"
- Major Lazer (com Justin Bieber e MØ — "Cold Water"
- Afrojack (com Ty Dolla Sign) — "Gone"

### Melhor Vídeo Rock
Twenty One Pilots – “HeavyDirtySoul"
- Coldplay – "A Head Full Of Dreams"
- Fall Out Boy – "Young and Menace"
- Green Day — "Bang Bang"
- Foo Fighters — "Run"

### Melhor Luta Contra o Sistema
- Logic (com Damian Lemar Hudson) — "Black Spiderman"
- The Hamilton Mixtape — "Immigrants (We Get the Job Done)"
- Big Sean — "Light"
- Alessia Cara — "Scars to Your Beautiful"
- Taboo (com Shailene Woodley) — "Stand Up / Stand K Rock #NoDAPL"
- John Legend — "Surefire"

### Melhor Cinematografia
Kendrick Lamar — "Humble." (Cinematógrafo: Scott Cunningham)
- Imagine Dragons — "Thunder" (Cinematógrafo: Matthew Wise)
- Ed Sheeran — "Castle on the Hill (Cinematógrafo: Steve Annis)
- DJ Shadow (com Run the Jewels — "Nobody Speak" (Cinematógrafo: David Proctor)
- Halsey – "Now or Never" (Cinematógrafo: Kristof Brandl)

### Melhor Direção
Kendrick Lamar — "Humble" (Diretores: Dave Meyers e The Little Homies)
- Katy Perry (com Skip Marley) — "Chained to the Rhythm" (Diretor: Matthew Cullen)
- Bruno Mars — "24K Magic" (Diretores: Cameron Duddy e Bruno Mars)
- Alessia Cara — "Scars to Your Beautiful" (Diretor: Aaron A)
- The Weeknd — "Reminder" (Diretor: Glenn Michael)

### Melhor Direção Artística
Kendrick Lamar — "Humble." (Diretor artístico: Spencer Graves)
- Bruno Mars — "24K Magic" (Diretor artístico: Alex Delgado)
- Katy Perry (com Migos) — "Bon Appétit" (Diretor artístico: Natalie Groce)
- DJ Khaled (com Rihanna e Bryson Tiller) — "Wild Thoughts" (Diretor artístico: Damian Fyffe)
- The Weeknd — "Reminder" (Diretor artístico: Lamar C Taylor; Co-diretor artístico: Christo Anesti)

### Melhores Efeitos Visuais
Kendrick Lamar — "Humble." (Timber, Jonah Hall)
- A Tribe Called Quest — "Dis Generation" (Bemo, Brandon Hirzel)
- Kyle (com Lil Yachty) — "iSpy" (Gloria FX, Max Colt e Tomash Kuzmytskyi)
- Katy Perry (com Skip Marley)  "Chained to the Rhythm" (Efeitos visuais: MIRADA)
- Harry Styles — "Sign of the Times" (Efeitos visuais: ONE MORE, Cédric Nivoliez)

### Melhor Coreografia
Kanye West — "Fade" (Coreógrafos: Teyana Taylor, Guapo, Jae Blaze, Derek "Bentley" Watkins)
- Ariana Grande (com Nicki Minaj) — "Side to Side" (Coreógrafos: Brian & Scott Nicholson)
- Kendrick Lamar — "Humble." (Coreógrafo: Dave Meyers)
- Sia (com Kendrick Lamar) — "The Greatest" (Coreógrafo: Ryan Heffington)
- Fifth Harmony (com Gucci Mane) — "Down" (Coreógrafo: Sean Bankhead)

### Melhor Edição
Young Thug — "Wyclef Jean" (Editores: Ryan Staake, Eric Degliomini)
- Future — "Mask Off" (Editor: Vinnie Hobbs of VHPost)
- Lorde — "Green Light" (Editor: Nate Gross of Exile Edit)
- The Chainsmokers (com Halsey) — "Closer" (Editora: Jennifer Kennedy)
- The Weeknd — "Reminder" (Editor: Red Barbaza)

### Canção do Verão
Lil Uzi Vert — "XO Tour Llif3"
- Ed Sheeran — "Shape of You"
- Luis Fonsi e Daddy Yankee (com Justin Bieber) — "Despacito (Remix)"
- Shawn Mendes — "There's Nothing Holdin' Me Back"
- Fifth Harmony (com Gucci Mane) — "Down"
- Camila Cabello (com Quavo) — "OMG"
- DJ Khaled (com Rihanna e Bryson Tiller) — "Wild Thoughts"
- Demi Lovato — "Sorry Not Sorry"

### Michael Jackson Video Vanguard Award
Pink